# Willie Huck
William „Willie” Huck (ur. 17 marca 1979) – francuski piłkarz, jest synem byłego francuskiego piłkarza Jeana-Noëla Hucka. Obecnie występuje w amatorskim klubie Le Poiré-sur-Vie.

## Kariera
Po opuszczeniu AS Monaco, Huck kontynuował swą karierę w Arsenalu, lecz nigdy nie wystąpił w ligowym meczu w barwach The Gunners. Do Bournemouth przeszedł w 1999 i rozegrał 40 ligowych spotkań w ciągu trzech sezonów. Później powrócił do Francji i wylądował w Angers, gdzie rozegrał 52 mecze. Później występował jeszcze w Montluçon, Sporting Toulon Var, zaś obecnie reprezentuje barwy Le Poiré-sur-Vie.